# Encanto (San Diego)
Encanto es una comunidad localizada en la parte sudeste de San Diego, California. 
Encanto puede referirse a Encanto exclusivamente o también a los barrios de Encanto, que son: Chollas View, Lincoln Park, Emerald Hills, Valencia Park, Encanto, Encanto Sur, Broadway Heights y Alta Vista. Los barrios de Encanto es una comunidad predominantemente residencial de poca densidad y negocios comerciales e industriales localizado cerca de varias calles importantes. Los barrios de Encanto están pasando por varias renovaciones como el programa de mejoramiento de Chollas Creek, enfocado a la mejora de nuevos espacios abiertos, reforestación de plantas nativas del área.

## Geografía
Los barrios de Encanto están rodeados por: al norte por la Martin Luther King Jr. Freeway (SR 94); al sur por National City y Paradise Hills; al oeste por la Interestatal 805; al este por Lemon Grove y Paradise Hills.

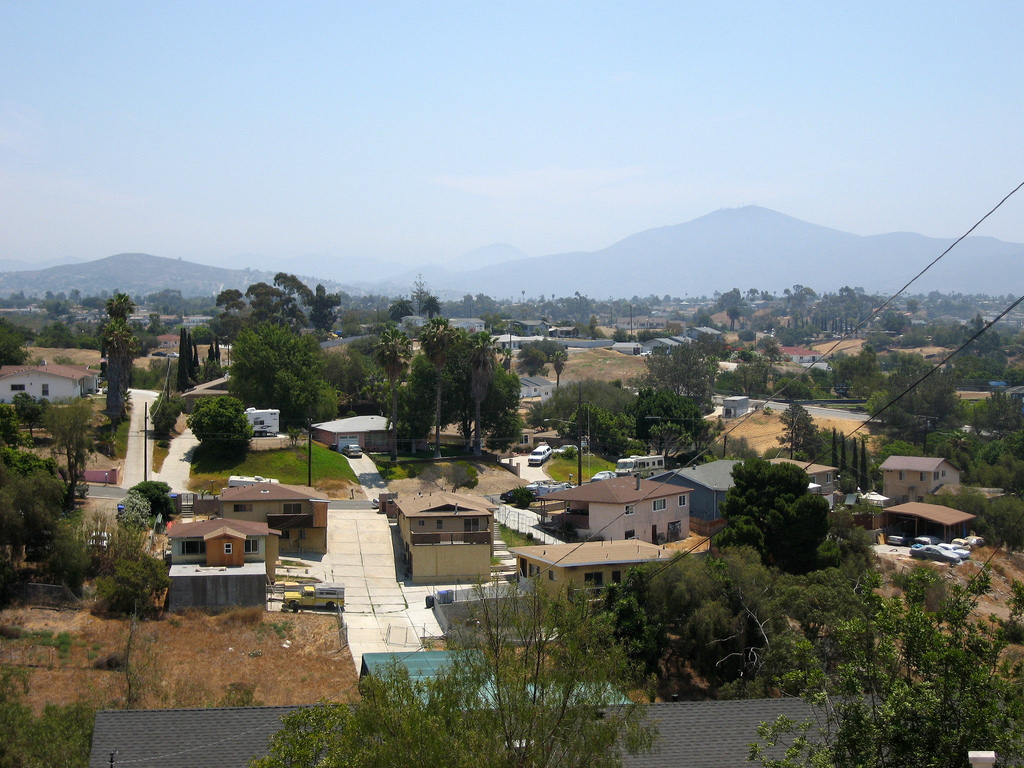
Norte de Encanto, vista hacia el sur.

- Datos: Q2400463
- Multimedia: Encanto, San Diego / Q2400463